# Dongmen

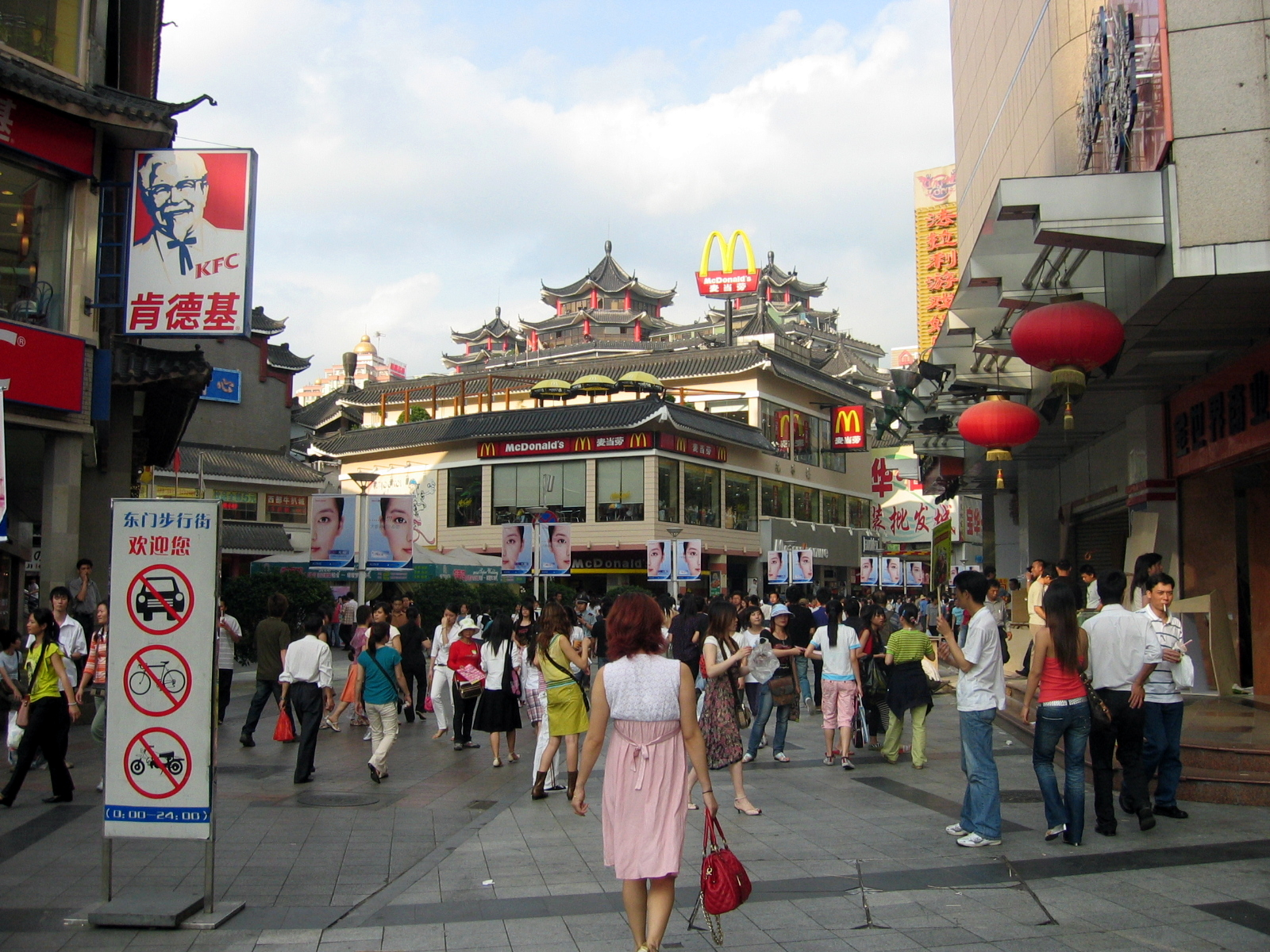
Dongmen

Dongmen (chin. upr.: 东门; chin. trad.: 東門; pinyin: dōngmén) – główny obszar handlowy w dzielnicy Luohu, w Shenzhen, w prowincji Guangdong, w Chińskiej Republice Ludowej.